# Rudtjärnen (Nysätra socken, Västerbotten)
Rudtjärnen är en sjö i Robertsfors kommun i Västerbotten och ingår i Mångbyån-Kålabodaåns kustområde.